# Europaparlamentsvalet 2014
Europaparlamentsvalet 2014 (EP-valet 2014) ägde rum den 22–25 maj 2014 inom Europeiska unionen och var det åttonde allmänna och direkta valet till Europaparlamentet med syfte att välja ledamöter till Europaparlamentet, en av unionens två lagstiftande institutioner, för mandatperioden 2014–2019.
I likhet med tidigare val sjönk valdeltagandet jämfört med föregående val, dock endast marginellt. Högerpopulistiska och EU-skeptiska partier gick kraftigt framåt i flera medlemsstater, däribland Frankrike, Storbritannien och Danmark. Trots att kristdemokratiska Europeiska folkpartiet (EPP) förlorade det största antalet mandat förblev partiet större än Europeiska socialdemokratiska partiet.
Som en följd av Lissabonfördraget var valet det första som hade en formell direkt inverkan på det efterföljande valet av kommissionsordförande. Flera europeiska partier nominerade kandidater till att bli kommissionsordförande inför valet. Mot bakgrund av valutgången nominerade Europeiska rådet EPP:s kandidat Jean-Claude Juncker till ny kommissionsordförande. Han valdes av det nyvalda parlamentet den 15 juli 2014 och ledde kommissionen Juncker fram till den 1 november 2014.

## Bakgrund
Europaparlamentet har varit folkvalt sedan 1979 och är Europeiska unionens enda direktvalda institution med befogenhet att lagstifta och besluta om unionens budget tillsammans med medlemsstaternas ministrar i Europeiska unionens råd (”ministerrådet”).
I valen är i regel alla medborgare i unionens samtliga medlemsstater röstberättigade, förutsatt att de har fyllt 18 år (16 år i Österrike). Valen äger rum vart femte år, vanligtvis i juni månad men valet 2014 hade tidigarelagts två veckor till maj månad, bland annat för att inte kollidera med pingsthelgen.
Valet styrs av både europeisk och nationell rätt. Det innebär att vissa bestämmelser är gemensamma för hela unionen, medan många bestämmelser är specifika för varje medlemsstat. Ofta gäller samma, eller motsvarande, bestämmelser vid Europaparlamentsval som vid nationella parlamentsval. Till exempel röstar alla väljare i en viss medlemsstat på de politiska partierna i den medlemsstaten. De valda Europaparlamentarikerna från de olika medlemsstaterna bildar sedan partigrupper efter politisk tillhörighet för att lättare kunna samordna sitt arbete med likasinnade från andra medlemsstater.

### Förändringar genom Lissabonfördraget

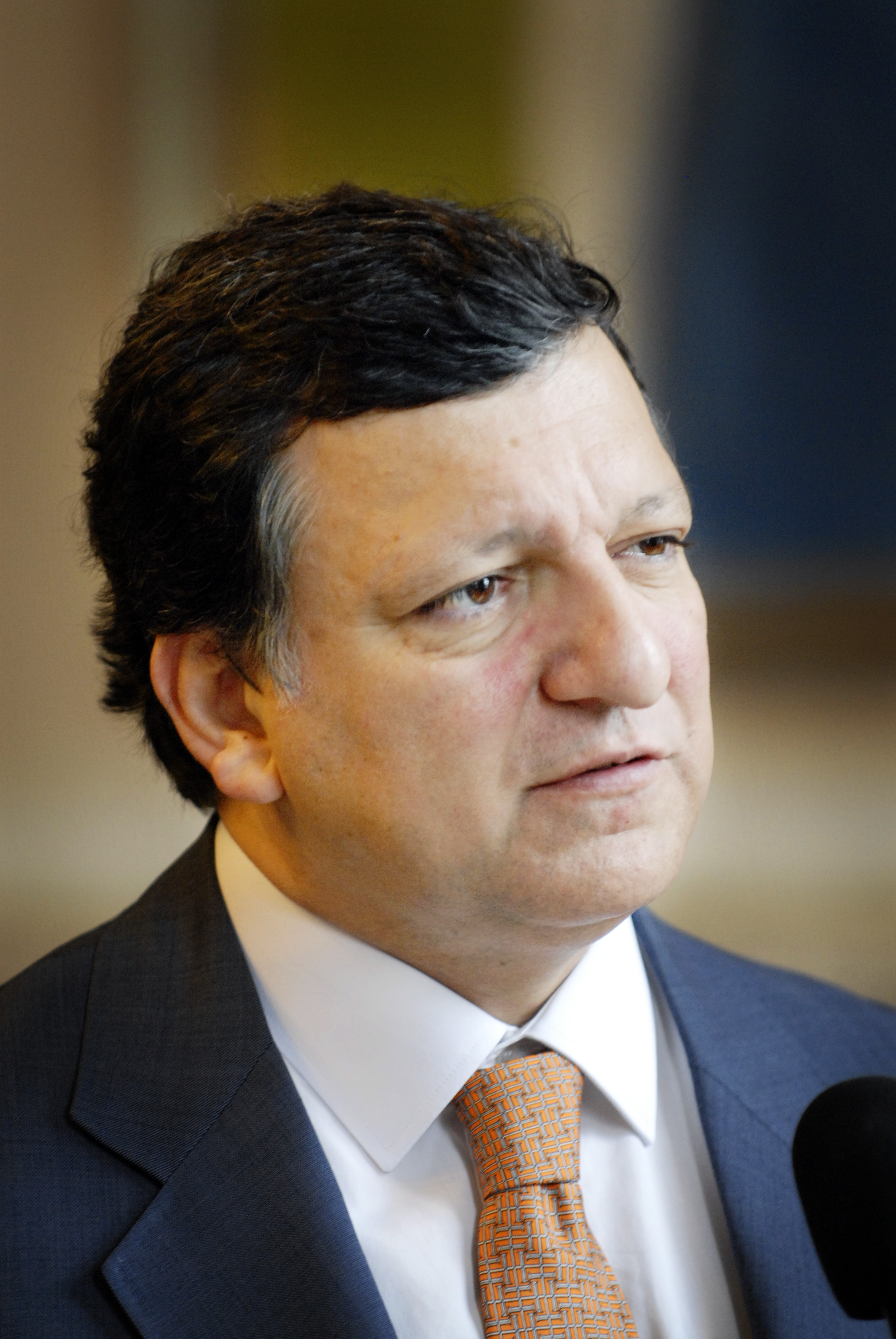
José Manuel Barroso hade varit kommissionsordförande sedan 2004, men fick inte fortsatt förtroende efter valet.

Valet 2014 var det första valet sedan Lissabonfördraget trädde i kraft den 1 december 2009. Fördraget stärkte Europaparlamentets roll inom unionen genom att utöka dess lagstiftande befogenheter. Fördraget gav också Europaparlamentsvalen en direkt betydelse för vem som ska få bli Europeiska kommissionens ordförande (”unionens statsminister”). Kommissionsordföranden är en av de mest betydelsefulla befattningarna inom unionen; han eller hon har stor betydelse för kommissionens utformning och dess politik. Europeiska kommissionen fungerar som unionens regering och har ensamrätt att lägga fram lagförslag.
Enligt de nya bestämmelserna ska Europeiska rådet (medlemsstaternas stats- eller regeringschefer) föreslå en kandidat till att bli ny kommissionsordförande med hänsyn till utgången i Europaparlamentsvalet. Denna kandidat måste sedan väljas av Europaparlamentet med absolut majoritet; i annat fall måste en ny kandidat föreslås. Övriga kommissionsledamöter (”unionens ministrar”) föreslås av medlemsstaterna i samförstånd med den valda ordföranden. Hela förslaget måste godkännas av Europaparlamentet innan den nya kommissionen (”unionens regering”) tillträder.
I tidigare val har utnämningen av kommissionsordföranden aldrig varit en uppmärksammad fråga i valrörelsen eftersom valet formellt sett inte har berört denna fråga. 

### Europeiska partier
Europeiska partier har existerat i olika former ända sedan det första Europaparlamentsvalet 1979. De europeiska partierna ersätter inte de nationella partierna, utan fungerar snarare som paraplyorganisationer åt de nationella partierna. Det är alltså inte möjligt för väljarna att rösta direkt på ett europeiskt parti. Väljarna röstar istället på sina nationella partier och deras kandidater. Ett sådant nationellt parti kan dock tillhöra ett europeiskt parti och stöder i så fall indirekt sitt europeiska partis valmanifest och, framför allt, dess kandidat till att bli kommissionsordförande.
Nedan återfinns en lista över de europeiska partier som är representerade i Europaparlamentet, deras kandidater till ny kommissionsordförande samt ett urval av tillhörande nationella partier. Notera skillnaden mellan ett europeiskt parti och en partigrupp. Ett europeiskt parti är en sammanslutning av nationella partier eller enskilda personer, medan en partigrupp är en intern sammanslutning i Europaparlamentet bestående av Europaparlamentariker.
Ett nationellt parti är inte nödvändigtvis anslutet till ett europeiskt parti. Dess Europaparlamentariker kan ändå tillhör en partigrupp. Till exempel är Europaparlamentarikerna för svenska Vänsterpartiet och Piratpartiet anslutna till GUE/NGL-gruppen respektive G/EFA-gruppen utan att dessa partier tillhör något europeiskt parti. 
|  | Europeiskt parti                                         | Partigrupp i parlamentet | Huvudideologi                      | Kandidat till kommissionsordförande | Associerade nationella partier (urval)                                                                      |
|  | -------------------------------------------------------- | ------------------------ | ---------------------------------- | ----------------------------------- | --- |
|  | Europeiska folkpartiet (EPP)                             | EPP-gruppen              | Kristdemokrati/liberalkonservatism | Jean-Claude Juncker                 | Svenska M och KD, tyska CDU, franska UMP, finska Saml.                                                      |
|  | Europeiska socialdemokratiska partiet (PES)              | S&D-gruppen              | Socialdemokrati                    | Martin Schulz                       | Svenska S, tyska SPD, franska PS, brittiska Labour, finska S                                                |
|  | Alliansen liberaler och demokrater för Europa (ALDE)     | ALDE-gruppen             | Liberalism/socialliberalism        | Guy Verhofstadt                     | Svenska FP och C, tyska FDP, brittiska LD, finska C och SFP                                                 |
|  | Europeiska demokratiska partiet (EDP)                    | ALDE-gruppen             | Socialliberalism/pro-europeism     | Guy Verhofstadt                     | Franska Demokratiska rörelsen                                                                               |
|  | Europeiska gröna partiet (EGP)                           | G/EFA-gruppen            | Grön ideologi                      | Ska Keller och José Bové            | Svenska MP, tyska Allians 90/De gröna, franska Europe Écologie, finska Gröna förbundet                      |
|  | Europeiska fria alliansen (EFA)                          | G/EFA-gruppen            | Regionalism/separatism             | Ingen kandidat kommer att utses     | Brittiska Plaid Cymru och Scottish National Party, belgiska Ny-Flamländska Alliansen, finska Ålands Framtid |
|  | Europeiska vänsterpartiet (EV)                           | GUE/NGL-gruppen          | Kommunism/socialism                | Alexis Tsipras                      | Tyska Die Linke, Franska kommunistpartiet                                                                   |
|  | Alliansen europeiska konservativa och reformister (AECR) | ECR-gruppen              | Konservatism/anti-federalism       | Ingen kandidat kommer att utses     | Brittiska Konservativa partiet, tjeckiska ODS, polska Lag och rättvisa                                      |
|  | Rörelsen för frihetens och demokratins Europa (MELD)     | EFD-gruppen              | Euroskepticism                     | Ingen kandidat kommer att utses     | Italienska Lega Nord, danska Dansk Folkeparti, finska Sannfinländarna                                       |

## Utformning
Valet utformas i enlighet med de bestämmelser som finns fastställda i unionens fördrag, akten om val till Europaparlamentet samt ett direktiv från 1993. Utöver de bestämmelser som finns på europeisk nivå kan varje medlemsstat själv anta bestämmelser för att reglera övriga delar av valets utformning. Detta innebär att valsystemet i viss mån skiljer sig åt mellan medlemsstaterna.
I korthet innebär de gemensamma bestämmelserna att valet ska vara proportionellt på nationell nivå, att varje unionsmedborgare som är bosatt i en medlemsstat där han eller hon inte är medborgare ska ha rösträtt på samma villkor som de egna medborgarna i medlemsstaten och att valet ska äga rum i respektive medlemsstat under en eller flera av de fyra valdagar som är fastställda på unionsnivå. Valresultatet från medlemsstaterna får inte offentliggöras förrän valet har avslutats i hela unionen. Det är inte tillåtet för en väljare att rösta i flera av medlemsstaterna.
I valet röstar väljarna på sina respektive nationella partier. Vissa av dessa nationella partier tillhör europeiska partier och kan på så sätt samordna sina valrörelser över statsgränserna. De valda ledamöterna av Europaparlamentet bildar efter valet olika partigrupper.

### Valdagar
I enlighet med akten om val till Europaparlamentet skulle valet äga rum med början på torsdagen efter den första måndagen i juni månad. Europeiska unionens råd beslutade emellertid i juni 2013 att tidigarelägga valet till maj månad, så att det infaller den 22–25 maj 2014. Varje medlemsstat har möjlighet att förlägga sin del av valet under en eller flera av dessa valdagar. De flesta medlemsstater håller sin del av valet under söndagen, men några medlemsstater väljer att hålla valet under de övriga veckodagarna på grund av andra traditioner. Nederländerna och Storbritannien brukar till exempel hålla valet under torsdagen.
| Torsdagen den 22 maj         | Fredagen den 23 maj | Lördagen den 24 maj                                                 | Söndagen den 25 maj |
| ---------------------------- | ------------------- | ------------------------------------------------------------------- | --- |
| Nederländerna Storbritannien | Irland Tjeckien     | Frankrikes utomeuropeiska områden Lettland Malta Slovakien Tjeckien | Belgien Bulgarien Cypern Danmark Estland Finland Frankrike Grekland Italien Kroatien Litauen Luxemburg Polen Portugal Rumänien Slovenien Spanien Sverige Tyskland Ungern Österrike |

### Mandatfördelningen mellan medlemsstaterna
Mandatfördelningen mellan medlemsstaterna efter valet 2014 fastställdes av Europeiska rådet den 27–28 juni 2013 på initiativ av Europaparlamentet. Mandatfördelningen baserar sig på principen om degressiv proportionalitet. Det innebär att de större medlemsstaterna har fler mandat än de mindre medlemsstaterna, men ändå färre än vad som hade varit fallet om mandatfördelningen hade varit strikt proportionell. Ju fler invånare en medlemsstat har, desto färre mandat har medlemsstaten per invånare.
Minst antal mandat (6) har Cypern, Estland, Luxemburg och Malta, medan Tyskland har störst antal mandat (96). Det saknas utjämningsmandat, vilket innebär att det inte finns någon mekanism för att utjämna uppkomna avrundningsfel i valet. Mandatfördelningen tar inte heller hänsyn till att valdeltagandet varierar kraftigt mellan medlemsstaterna, vilket i praktiken innebär att väljare i medlemsstater med lågt valdeltagande är kraftigt överrepresenterade jämfört med väljare i medlemsstater med högt valdeltagande.

### Valkretsar

Valkretsar vid valet 2009.

Normalt sett utgör varje medlemsstat en egen valkrets vid val till Europaparlamentet. Emellertid finns det möjlighet för de medlemsstater som vill, att dela upp sitt eget land i flera valkretsar så länge detta inte påverkar det proportionella valsystemet. I Europaparlamentsvalet 2009 valde Belgien, Frankrike, Irland, Italien, Polen och Storbritannien att dela upp sina territorier i flera valkretsar. Den bakomliggande orsaken varierar, men i flera av fallen handlar det om att medlemsstaten i fråga vill att valkretsarna sammanfaller med en viss administrativ indelning, som kan vara en konsekvens av politiska eller kulturella skäl. Exempelvis valde Belgien att delta som tre valkretsar, en för varje gemenskap som staten består av.
Det är ännu oklart vilka medlemsstater som kommer att delta som flera valkretsar i valet 2014 eftersom detta är en fråga som medlemsstaterna själva bestämmer över. I tidigare val har det nästintill alltid varit samma länder som har delat upp sig i flera valkretsar.

## Kandidater och politiska manifest
| Socialdemokraternas Martin Schulz (PES) och kristdemokraternas Jean-Claude Juncker (EPP) var båda kandidater till att bli nästa kommissionsordförande. |  | Socialdemokraternas Martin Schulz (PES) och kristdemokraternas Jean-Claude Juncker (EPP) var båda kandidater till att bli nästa kommissionsordförande. |
| Socialdemokraternas Martin Schulz (PES) och kristdemokraternas Jean-Claude Juncker (EPP) var båda kandidater till att bli nästa kommissionsordförande. |  | |

Varje nationellt parti bestämmer självt vilka kandidater det vill ställa upp med i Europaparlamentsvalet. Processen med att ta fram dessa kandidater kan se olika ut från medlemsstat till medlemsstat och från parti till parti. Inom vissa partier beslutar partiets kongress om kandidaterna, medan andra partier har öppna eller slutna provval eller primärval i vilka partimedlemmarna eller allmänheten kan delta. Några enhetliga bestämmelser om hur nomineringsprocessen ska se ut finns inte på unionsnivå.
Vissa europeiska partier kommer att föreslå kandidater till att bli den nya kommissionsordföranden, som planeras tillträda den 1 november 2014.[uppföljning saknas] Både Europaparlamentet och Europeiska kommissionen har uppmanat de europeiska partierna att göra detta. Som en konsekvens av Lissabonfördraget måste Europeiska rådet ta hänsyn till utgången i Europaparlamentsvalet när det till Europaparlamentet föreslår nästa kommissionsordförande.

### Primärval av kandidater till kommissionsordförande

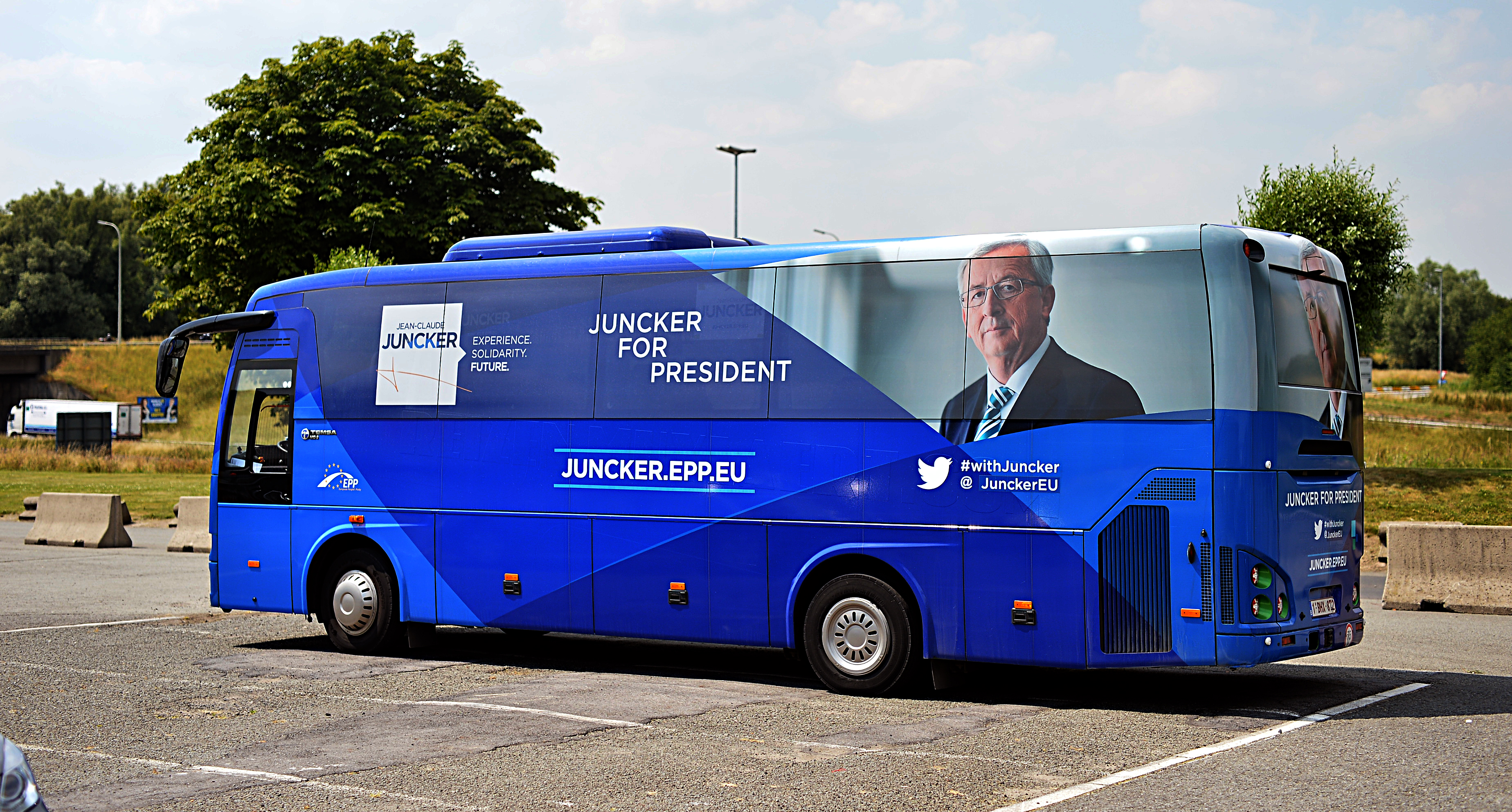
En kampanjbuss för Jean-Claude Juncker.

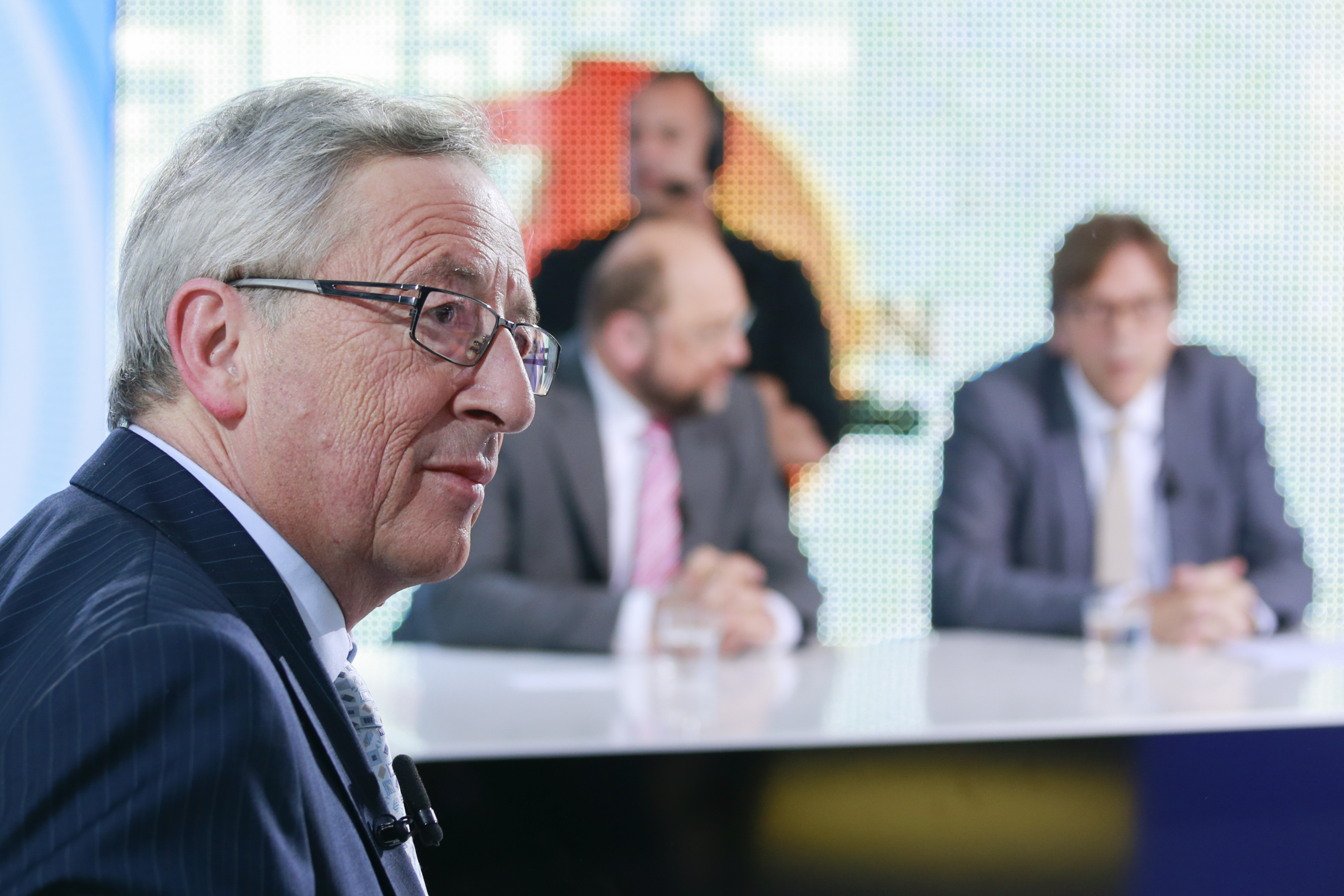
Jean-Claude Juncker med Martin Schulz och Guy Verhofstadt i en TV-sänd debatt.

Europeiska socialdemokratiska partiet (PES) var det första europeiska partiet med att tillkännage planer på att hålla ett primärval för att välja sin kommissionsordförandekandidat inför Europaparlamentsvalet. I valet 2009 led partiet ett betydande nederlag mot Europeiska folkpartiet (EPP), vilket bland annat berodde på bristen av en tydlig motkandidat till José Manuel Barroso. Inspirerade av primärvalen som brukar hållas inför de amerikanska presidentvalen beslutade därför PES i november 2011 att anordna primärval inför Europaparlamentsvalet 2014. I oktober 2013 genomfördes nomineringsprocessen med Martin Schulz som enda nominerade kandidat. Den ursprungliga idén med ett primärval skrinlades eftersom endast en kandidat var nominerad. Martin Schulz valdes formellt till sitt partis kommissionsordförandekandidat den 1 mars 2014.
Europeiska gröna partiet (EGP) anordnade ett öppet primärval för att välja två kandidater till kommissionsordförande. Primärvalet påbörjades i november 2013 och avslutades i januari 2014. Den 29 januari 2014 stod det klart att Ska Keller och José Bové hade fått flest röster i primärvalet.
Även Europeiska folkpartiet (EPP), Alliansen liberaler och demokrater för Europa (ALDE), Europeiska vänsterpartiet (EV) och Europeiska demokratiska partiet beslutade att utse egna kandidater till kommissionsordförande, dock utan primärval. Flera olika potentiella namn lyftes fram, däribland kommissionären Viviane Reding och den redan sittande kommissionsordföranden José Manuel Barroso som kandidater för EPP. Barroso uteslöt dock i november 2013 möjligheten att han skulle ställa upp för en tredje mandatperiod. Luxemburgs tidigare premiärminister Jean-Claude Juncker valdes slutligen till EPP:s kandidat den 7 mars 2014. Både ALDE:s gruppledare i Europaparlamentet Guy Verhofstadt och kommissionären Olli Rehn ställde upp som kandidater för ALDE, men den 20 januari 2014 drog sig Olli Rehn ur nomineringsprocessen och Guy Verhofstadt kvarstod som enda kandidat. Den 12 mars 2014 gav även Europeiska demokratiska partiet sitt stöd till Verhofstadt. Alexis Tsipras utsågs till Europeiska vänsterpartiets kandidat den 15 december 2013.
Det konservativa partiet Alliansen europeiska konservativa och reformister (AECR) meddelade i februari 2014 att det inte kommer att föreslå någon egen kandidat till kommissionsordförande.

#### Kandidater till kommissionsordförande
|                  |                     |                 |                 |                          |                |  |  |  |  |  |
|                  | Jean-Claude Juncker | Martin Schulz   | Guy Verhofstadt | Ska Keller · José Bové   | Alexis Tsipras |  |  |  |  |  |
|                  | Jean-Claude Juncker | Martin Schulz   | Guy Verhofstadt | Ska Keller och José Bové | Alexis Tsipras |  |  |  |  |  |
| Politiskt parti  | EPP                 | PES             | ALDE, EDP       | EGP                      | EV             |  |  |  |  |  |
| Partigrupp       | EPP                 | S&D             | ALDE            | G/EFA                    | GUE/NGL        |  |  |  |  |  |
| Huvudideologi    | kristdemokrati      | socialdemokrati | liberalism      | grön ideologi            | socialism      |  |  |  |  |  |
| Valresultat 2009 | 32,10 % (258)       | 17,86 % (161)   | 10,02 % (83)    | 6,12 % (44)              | 2,33 % (18)    |  |  |  |  |  |
|                  |                     |                 |                 |                          |                |  |  |  |  |  |
|                  |                     |                 |                 |                          |                |  |  |  |  |  |

### Valmanifest
De europeiska partierna kommer inte bara att utse egna kandidater till befattningen som kommissionsordförande. De kommer, i likhet med tidigare Europaparlamentsval, även att utarbeta egna valmanifest. Dessa valmanifest ska inte blandas ihop med de nationella partiernas valmanifest. De europeiska partiernas valmanifest är framtagna ur ett europeiskt perspektiv, medan de nationella partiernas valmanifest är framtagna ur ett nationellt perspektiv. Valmanifesten väntas lägga stor vikt på den ekonomiska situationen i unionen och hur sysselsättningen kan ökas.
Alliansen liberaler och demokrater för Europa (ALDE) var först ut med att anta sitt valmanifest. Under partiets kongress den 28-30 november 2013 kritiserade bland annat partiledaren Graham Watson och gruppledaren Guy Verhofstadt övriga europeiska partier för att ge vika för högerextrema, euroskeptiska och populistiska partier. ALDE uttrycker i sitt valmanifest en vilja att skapa en starkare och enklare union.
Europeiska vänsterpartiet antog sitt valmanifest under en kongress den 13-15 december 2013. Partiet vill i valet verka som en motpol till åtstramningspolitik och den ”nyliberalism” som partiet anser präglar dagens Europa.
Europeiska gröna partiet antog sitt valmanifest den 22 februari 2014. Partiet vill se en ”Green New Deal”; en stor omställning av samhället för att komma till rätta med ekonomiska, sociala och miljömässiga problem och utmaningar.
Europeiska socialdemokratiska partiet antog sitt valmanifest vid en kongress i Rom den 1 mars 2014. Manifestet efterfrågar en jobb- och tillväxtskapande politik.
Europeiska folkpartiet antog sitt valmanifest vid en kongress i Dublin den 7 mars 2014. I manifestet motsätter sig partiet ett centraliserat Europa där beslut som rör varje detalj av medborgarnas liv fattas. Partiet vill också att unionsmedborgare ska få sociala förmåner i en medlemsstat endast om de har jobbat där.

## Valrörelse
Tidigare val till Europaparlamentet har präglats av icke-sammanhållna valrörelser i de olika medlemsstaterna. Valen tenderar till att handla om andra frågor än de som Europaparlamentet beslutar om, till exempel nationell politik eller det nationella medlemskapet i unionen.
Försök att genomföra paneuropeiska valrörelser har skett fler gånger i tidigare val. Europeiska gröna partiet genomförde som första europeiska parti en paneuropeisk valrörelse inför valet 2004. De gjorde det också i valet 2009 och planerar att göra det även i valet 2014
[uppföljning saknas] med ett gemensamt valmanifest, ett enhetligt budskap och två kandidater till ny kommissionsordförande, som båda kommer att kampanja runt om i unionen för att locka röster till partiet.
Europeiska socialdemokratiska partiet planerar[när?] också att genomföra en paneuropeisk valrörelse, med sin kandidat till kommissionsordförande som frontfigur. I april 2012 beslutade de europeiska piratpartierna att genomföra en gemensam valrörelse, med syfte att efter valet kunna bilda en egen partigrupp i Europaparlamentet.
Även högerextrema partier som Front National och Frihetspartiet överväger att inleda ett samarbete för att bedriva en samordnad valrörelse i valet.
De etablerade europeiska partierna hoppas på att idén med kandidater till kommissionsordförande bidrar till en mer europeisk valdebatt, istället för 28 parallella nationella valrörelser.
I november 2013 gick Europeiska vänsterpartiets kandidat till kommissionsordförande, Alexis Tsipras, ut och kritiserade de styrande europeiska partierna EPP, PES och ALDE för att driva en nyliberal politik och att åtstramningspolitiken har möjliggjord framgångarna för de euroskeptiska och högerextrema partierna. Han utlovade också att Europeiska vänsterpartiet kommer att arbeta för att bryta splittringen mellan norra och södra unionen. Vänstern kommer även att driva på för ett upphävande av Dublinförordningen.

### Informationskampanj

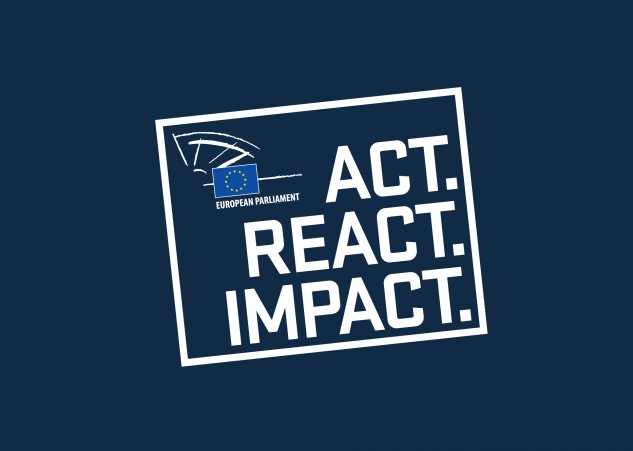
Logotyp framtagen för Europaparlamentet informationskampanj.

Europaparlamentet inledde den 10 september 2013 en informationskampanj med slogan Gör något. Gör det bättre. Gör skillnad för att informera allmänheten om parlamentets utökade befogenheter sedan Lissabonfördraget trädde i kraft den 1 december 2009. Denna informationskampanj kommer att följas av ytterligare tre kampanjer på samtliga av Europeiska unionens officiella språk inför och efter valet med syfte att höja valdeltagandet och uppmärksamheten kring valets betydelse. Den totala budgeten för kampanjerna är 140 miljoner svenska kronor. En liknande kampanj genomfördes för första gången av parlamentet inför valet 2009.

### Valdebatter
I januari 2014 stod det klart att Europeiska radio- och TV-unionen (EBU) kommer att organisera en TV-sänd valdebatt ”Eurovision Debate” mellan de olika kandidaterna till kommissionsordförande den 15 maj, en vecka innan valet påbörjas. Det blir den första valdebatten som sänds i hela unionen inför ett Europaparlamentsval. Martin Schulz, Jean-Claude Juncker, Guy Verhofstad, Ska Keller och Alexis Tsipras kommer att delta. EBU planerade även att anordna en valdebatt mellan de två ledande kandidaterna den 20 maj, men detta ställdes senare in på grund av protester från de mindre partierna. Debatter mellan enbart socialdemokraternas Martin Schulz och kristdemokraternas Jean-Claude Juncker kommer dock att äga rum i bland annat tysk och österrikisk TV.
Den första TV-sända valdebatten mellan Schulz och Juncker ägde rum den 9 april i France 24.

### Valfrågor
Vilka valfrågor som blir de stora frågorna i valet 2014 är ännu oklart. I tidigare val har nationell politik, såsom hur den nationella regeringen har skött sig, och frågan om det nationella medlemskapet i unionen dominerat valrörelserna.
Sedan Europaparlamentsvalet 2009 har stora politiska frågor utvecklats i spåren av den ekonomiska krisen i unionen. Dessa frågor, däribland ungdomsarbetslösheten och arbetslösheten i allmänhet, väntas bli en central fråga i valrörelsen. Frågan om unionens framtida konstitutionella struktur och dess utvidgning, till exempel Turkiets medlemskap i unionen, är också potentiella valfrågor.

#### Viktiga frågor under den gångna mandatperioden
Organisationen ”Vote Watch” presenterade i juli 2013 vad man ansåg vara de tio viktigaste omröstningarna under den gångna mandatperioden. De listade följande frågor, som även kan bli valfrågor i valet 2014:
1. Bör minimilängden för mammaledighet med full ersättning förlängas från 14 till 20 veckor?
2. Bör kärnkraften avvecklas?
3. Bör euroområdet utfärda gemensamma statsobligationer för att dela på sina skulder?
4. Bör en skatt på finansiella transaktioner införas?
5. Bör ACTA-avtalet ratificeras?
6. Bör nästa fleråriga budgetram utökas?
7. Bör jordbrukssubventionerna förbli en budgetprioritet för unionen?
8. Bör skatten på koldioxidutsläpp höjas?
9. Bör lokaliseringen av Europaparlamentets säte ses över vid nästa fördragsändring?
10. Bör unionen skapa ett frihandelsområde med USA?

### Opinionsundersökningar
Opinionsmätningar pekar på att euroskeptiska partier på både höger- och vänsterkanten kommer att öka i valet och få uppemot en fjärdedel av mandaten i parlamentet. De högerorienterade euroskeptiska partierna, däribland Front National i Frankrike, Jobbik i Ungern, Frihetspartiet i Nederländerna, Frihetspartiet i Österrike och Vlaams Belang i Belgien, planerar att bilda en egen partigrupp i parlamentet.[uppföljning saknas] Tidigare försök att bilda en sådan grupp gjordes under 2007, men gruppen upplöstes samma år på grund av interna stridigheter. Även vissa av de nuvarande euroskeptiska ledamöterna i Gruppen Frihet och demokrati i Europa (EFD) kunde tänka sig ansluta sig till den nya gruppen, vilket i så fall eventuellt skulle innebära slutet för EFD.
De vänsterorienterade euroskeptiska partierna, med sin kandidat till kommissionsordförande Alexis Tsipras i spetsen, uppvisar också ett starkare stöd i mätningarna inför valet 2014 än resultaten i valet 2009. Mätningarna pekar på att vänstergruppen GUE-NGL-gruppen kan komma att bli större än den liberala ALDE-gruppen. Samtidigt pekar mätningarna på ett dött lopp mellan socialdemokrater och kristdemokrater om vem som blir störst i parlamentet.
Nedan visas prognoser för hur mandatfördelningen väntas se ut efter Europaparlamentsvalet 2014 baserat på partigrupp. Notera att partier som innan valet saknar representation i parlamentet inte ingår i någon partigrupp och därför hamnar i kategorin ”grupplösa”. Efter valet kan dock dessa partiers parlamentariker ansluta sig till en politik grupp, vilket innebär att antalet mandat för de grupplösa är överrepresenterade i prognoserna.
| Datum      | Opinionsmätning            | EPP          | S&D          | ALDE        | G/EFA      | ECR        | GUE/NGL    | EFD        | NI           | Mandat |
| ---------- | -------------------------- | ------------ | ------------ | ----------- | ---------- | ---------- | ---------- | ---------- | ------------ | ------ |
| 2014-04-23 | PollWatch                  | 217 (28,9 %) | 208 (27,7 %) | 63 (8,4 %)  | 41 (5,5 %) | 41 (5,5 %) | 51 (6,8 %) | 36 (4,8 %) | 94 (12,5 %)  | 751    |
| 2014-04-22 | Cicero Group               | 205 (27,3 %) | 200 (26,6 %) | 83 (11,1 %) | 48 (6,4 %) | 35 (4,7 %) | 55 (7,3 %) | 28 (3,7 %) | 97 (12,9 %)  | 751    |
| 2014-04-21 | Scenari Politici           | 215 (28,6 %) | 218 (29,0 %) | 65 (8,7 %)  | 37 (4,9 %) | 42 (5,6 %) | 53 (7,1 %) | 25 (3,3 %) | 96 (12,8 %)  | 751    |
| 2014-04-21 | Foederalist                | 216 (28,8 %) | 215 (28,6 %) | 74 (9,9 %)  | 44 (5,9 %) | 41 (5,5 %) | 48 (6,4 %) | 26 (3,5 %) | 87 (11,6 %)  | 751    |
| 2014-04-21 | Electionista               | 212 (28,2 %) | 205 (27,3 %) | 60 (8,0 %)  | 42 (5,6 %) | 43 (5,7 %) | 56 (7,5 %) | 34 (4,5 %) | 99 (13,1 %)  | 751    |
| 2014-04-16 | PollWatch                  | 222 (29,6 %) | 209 (27,8 %) | 60 (8,0 %)  | 38 (5,1 %) | 42 (5,6 %) | 53 (7,0 %) | 34 (4,5 %) | 93 (12,4 %)  | 751    |
| 2014-04-14 | Scenari Politici           | 215 (28,6 %) | 219 (29,2 %) | 64 (8,5 %)  | 37 (4,9 %) | 41 (5,5 %) | 57 (7,6 %) | 25 (3,3 %) | 93 (12,4 %)  | 751    |
| 2014-04-09 | Cicero Group               | 208 (27,7 %) | 198 (26,4 %) | 86 (11,5 %) | 47 (6,3 %) | 39 (5,2 %) | 59 (7,9 %) | 28 (3,7 %) | 89 (11,9 %)  | 751    |
| 2014-04-07 | Scenari Politici           | 216 (28,8 %) | 220 (29,3 %) | 63 (8,4 %)  | 35 (4,7 %) | 41 (5,5 %) | 56 (7,5 %) | 25 (3,3 %) | 95 (12,6 %)  | 751    |
| 2014-04-03 | TNS                        | 214 (28,5 %) | 208 (27,7 %) | 60 (8,0 %)  | 44 (5,9 %) | 41 (5,5 %) | 51 (6,8 %) | 29 (3,9 %) | 104 (13,6 %) | 751    |
| 2014-04-02 | Foederalist                | 213 (28,4 %) | 213 (28,4 %) | 72 (9,6 %)  | 48 (6,4 %) | 43 (5,7 %) | 55 (7,3 %) | 28 (3,7 %) | 79 (10,5 %)  | 751    |
| 2014-04-02 | Cicero Group               | 203 (27,0 %) | 193 (25,7 %) | 86 (11,5 %) | 56 (7,5 %) | 39 (5,2 %) | 56 (7,5 %) | 28 (3,7 %) | 90 (12,0 %)  | 751    |
| 2014-04-02 | PollWatch                  | 212 (28,2 %) | 212 (28,2 %) | 62 (8,3 %)  | 38 (5,1 %) | 46 (6,1 %) | 55 (7,3 %) | 36 (4,8 %) | 90 (12,0 %)  | 751    |
| 2014-03-31 | Scenari Politici           | 212 (28,2 %) | 224 (29,8 %) | 63 (8,4 %)  | 36 (4,8 %) | 41 (5,5 %) | 56 (7,5 %) | 25 (3,3 %) | 94 (12,5 %)  | 751    |
| 2014-03-26 | Cicero Group               | 198 (26,4 %) | 196 (26,1 %) | 84 (11,2 %) | 52 (6,9 %) | 43 (5,7 %) | 61 (8,1 %) | 27 (3,6 %) | 90 (12,0 %)  | 751    |
| 2014-03-24 | Scenari Politici           | 212 (28,2 %) | 226 (30,1 %) | 63 (8,4 %)  | 34 (4,5 %) | 41 (5,5 %) | 57 (7,6 %) | 26 (3,5 %) | 92 (12,3 %)  | 751    |
| 2014-03-20 | TNS                        | 211 (28,1 %) | 206 (27,4 %) | 62 (8,3 %)  | 43 (5,7 %) | 39 (5,2 %) | 52 (6,9 %) | 32 (4,3 %) | 106 (14,1 %) | 751    |
| 2014-03-19 | Foederalist                | 211 (28,1 %) | 215 (28,6 %) | 71 (9,5 %)  | 43 (5,7 %) | 39 (5,2 %) | 58 (7,7 %) | 30 (4,0 %) | 84 (11,2 %)  | 751    |
| 2014-03-19 | PollWatch                  | 213 (28,4 %) | 214 (28,5 %) | 66 (8,8 %)  | 38 (5,1 %) | 40 (5,3 %) | 57 (7,6 %) | 33 (4,4 %) | 90 (12,0 %)  | 751    |
| 2014-03-18 | Cicero Group               | 201 (26,8 %) | 195 (26,0 %) | 87 (11,6 %) | 51 (6,8 %) | 41 (5,5 %) | 58 (7,7 %) | 24 (3,2 %) | 94 (12,5 %)  | 751    |
| 2014-03-17 | Scenari Politici           | 216 (28,8 %) | 226 (30,1 %) | 63 (8,4 %)  | 33 (4,4 %) | 41 (5,5 %) | 58 (7,7 %) | 30 (4,0 %) | 84 (11,2 %)  | 751    |
| 2014-03-15 | Foederalist                | 211 (28,1 %) | 219 (29,2 %) | 69 (9,2 %)  | 43 (5,7 %) | 41 (5,5 %) | 56 (7,5 %) | 25 (3,3 %) | 87 (11,5 %)  | 751    |
| 2014-03-13 | TNS                        | 219 (29,2 %) | 204 (27,2 %) | 61 (8,1 %)  | 45 (6,0 %) | 42 (5,6 %) | 51 (6,8 %) | 26 (3,5 %) | 103 (13,7 %) | 751    |
| 2014-03-10 | Scenari Politici           | 217 (28,9 %) | 226 (30,1 %) | 63 (8,4 %)  | 34 (4,5 %) | 41 (5,5 %) | 62 (8,3 %) | 30 (4,0 %) | 78 (10,4 %)  | 751    |
| 2014-03-05 | PollWatch                  | 202 (26,9 %) | 209 (27,8 %) | 61 (8,1 %)  | 44 (5,9 %) | 45 (6,0 %) | 67 (8,9 %) | 31 (4,1 %) | 92 (12,3 %)  | 751    |
| 2014-03-03 | Scenari Politici           | 216 (28,8 %) | 224 (29,8 %) | 63 (8,4 %)  | 34 (4,5 %) | 42 (5,6 %) | 62 (8,3 %) | 30 (4,0 %) | 80 (10,7 %)  | 751    |
| 2014-03-02 | Electionista               | 204 (27,2 %) | 206 (27,4 %) | 72 (9,6 %)  | 42 (5,6 %) | 45 (6,0 %) | 59 (7,8 %) | 31 (4,1 %) | 92 (12,3 %)  | 751    |
| 2014-02-27 | Foederalist                | 214 (28,5 %) | 214 (28,5 %) | 70 (9,3 %)  | 45 (6,0 %) | 44 (5,9 %) | 57 (7,6 %) | 24 (3,2 %) | 83 (11,1 %)  | 751    |
| 2014-02-23 | Kappa Research             | 202 (26,9 %) | 215 (28,6 %) | 74 (9,9 %)  | 43 (5,7 %) | 41 (5,5 %) | 56 (7,5 %) | 38 (5,1 %) | 82 (10,9 %)  | 751    |
| 2014-02-19 | PollWatch                  | 200 (26,6 %) | 217 (28,9 %) | 70 (9,3 %)  | 44 (5,9 %) | 42 (5,6 %) | 56 (6,1 %) | 30 (4,0 %) | 92 (12,3 %)  | 751    |
| 2013-12-03 | Notre Europe               | 209 (27,8 %) | 213 (28,4 %) | 62 (8,3 %)  | 38 (5,1 %) | 61 (8,1 %) | 47 (6,3 %) | 32 (4,3 %) | 89 (11,9 %)  | 751    |
| 2013-11-08 | Der Standard               | 219 (29,2 %) | 217 (28,9 %) | 69 (9,2 %)  | 41 (5,5 %) | 58 (7,7 %) | 53 (7,0 %) | 57 (7,6 %) | 37 (4,9 %)   | 751    |
| 2009-06-07 | Europaparlamentsvalet 2009 | 265 (36,0 %) | 184 (25,0 %) | 84 (11,4 %) | 55 (7,5 %) | 55 (7,5 %) | 35 (4,8 %) | 32 (4,4 %) | 26 (3,5 %)   | 736    |

### Andra allmänna val
Parallellt med Europaparlamentsvalet planerar Belgien att hålla nationella och regionala parlamentsval.[uppföljning saknas] Luxemburg, som har en tradition av att hålla sina nationella parlamentsval samtidigt som Europaparlamentsvalet, kommer inte att göra detta, eftersom ett nyval till Luxemburgs parlament ägde rum i oktober 2013 till följd av en regeringskris tidigare under 2013. I Litauen hålls andra omgången av presidentvalet.
I Danmark planeras en folkomröstning om deltagande i det europeiska patentsamarbetet att hållas samtidigt som Europaparlamentsvalet.[uppföljning saknas] Lokalval kommer att äga rum i Irland, Storbritannien och Nordirland. Grekland kommer att hålla sin första valomgång av lokalval samtidigt som Europaparlamentsvalet.

## Rösträkning och rapportering
På grund av avsaknaden av en europeisk valmyndighet genomförs parlamentsvalet av respektive medlemsstats nationella valmyndighet. Rösträkningen sker också av dessa nationella myndigheter. Resultatet från någon medlemsstat får dock inte offentliggöras förrän valet har avslutats i alla medlemsstater.

## Valdeltagande
Valdeltagandet i parlamentsvalet är av central betydelse ur politisk synvinkel, då deltagandet har sjunkit oavbrutet sedan det första valet 1979. Det låga valdeltagandet lyfts ibland upp som en brist i Europaparlamentets demokratiska legitimitet.
En opinionsundersökning publicerad av Europeiska kommissionen i juni 2013 visade att andelen unga som avser rösta i valet har kraftigt ökat jämfört med valet 2009. Den rådande ekonomiska situationen i framför allt Medelhavsländerna, med bland annat hög ungdomsarbetslöshet, anses vara en bidragande faktor till det ökade intresset. Totalt uppgav 65 procent av de tillfrågade under 30 år att de tänkte rösta i valet 2014.

## Valresultat
Nedan redovisas valresultatet på europeisk nivå. Det innebär att de nationella partiernas mandat har räknats samman efter vilka europeiska partier och partigrupper de tillhör. För valresultatet för de nationella partier, se respektive artikel om valet i medlemsstaterna, till exempel Europaparlamentsvalet i Sverige 2014.

### Valresultat efter partigrupp och europeiskt parti
| Politiskt parti                                   | Röster | Andel    | Mandat | EPP | S&D | ALDE | G/EFA | ECR | GUE/NGL | EFDD | NI |
| ------------------------------------------------- | ------ | -------- | ------ | --- | --- | ---- | ----- | --- | ------- | ---- | -- |
| Europeiska folkpartiet                            | 0      | 0,00 %   | 0      | 0   |     |      |       |     |         |      |    |
| Europeiska socialdemokratiska partiet             | 0      | 0,00 %   | 0      |     | 0   |      |       |     |         |      |    |
| Alliansen liberaler och demokrater för Europa     | 0      | 0,00 %   | 0      |     |     | 0    |       |     |         |      |    |
| Europeiska gröna partiet                          | 0      | 0,00 %   | 0      |     |     |      | 0     |     |         |      |    |
| Alliansen europeiska konservativa och reformister | 0      | 0,00 %   | 0      |     |     |      |       | 0   |         |      |    |
| Europeiska vänsterpartiet                         | 0      | 0,00 %   | 0      |     |     |      |       |     | 0       |      |    |
| Rörelsen för frihetens och demokratins Europa     | 0      | 0,00 %   | 0      |     |     |      |       |     |         | 0    |    |
| Europeiska demokratiska partiet                   | 0      | 0,00 %   | 0      |     |     | 0    |       |     |         |      |    |
| Europeiska fria alliansen                         | 0      | 0,00 %   | 0      |     |     |      | 0     |     |         |      |    |
| EUDemokraterna                                    | 0      | 0,00 %   | 0      |     |     |      |       |     |         |      |    |
| Oberoende partier och kandidater                  | 0      | 0,00 %   | 0      | 0   | 0   | 0    | 0     | 0   | 0       | 0    | 0  |
| Totalt                                            | 0      | 100,00 % | 751    | 0   | 0   | 0    | 0     | 0   | 0       | 0    | 0  |

| Röstberättigade | 0 |  | Antal röster | 0 |  | Giltiga röster | 0 |  | Ogiltiga röster | 0 |  |

### Valresultat efter partigrupp och medlemsstat
Den slutgiltiga gruppindelningen fastställs i samband med parlamentets första sammanträde den 1 juli 2014.
| Medlemsstat        |            | EPP | S&D | ECR | ALDE | GUE/NGL | G/EFA | EFDD | NI | Mandat | Valdeltagande |
| ------------------ | ---------- | --- | --- | --- | ---- | ------- | ----- | ---- | -- | ------ | ------------- |
| Belgien            | (detaljer) | 4   | 4   | 4   | 6    | –       | 2     | –    | 1  | 21     | 89,64         |
| Bulgarien          | (detaljer) | 7   | 4   | 2   | 4    | –       | –     | –    | –  | 17     | 35,84         |
| Cypern             | (detaljer) | 2   | 2   | –   | –    | 2       | –     | –    | –  | 6      | 43,97         |
| Danmark            | (detaljer) | 1   | 3   | 4   | 3    | 1       | 1     | –    | –  | 13     | 56,32         |
| Estland            | (detaljer) | 1   | 1   | –   | 3    | –       | 1     | –    | –  | 6      | 36,52         |
| Finland            | (detaljer) | 3   | 2   | 2   | 4    | 1       | 1     | –    | –  | 13     | 39,10         |
| Frankrike          | (detaljer) | 20  | 13  | –   | 7    | 4       | 6     | 1    | 23 | 74     | 42,43         |
| Grekland           | (detaljer) | 5   | 4   | 1   | –    | 6       | –     | –    | 5  | 21     | 59,97         |
| Irland             | (detaljer) | 4   | 1   | 1   | 1    | 4       | –     | –    | –  | 11     | 52,44         |
| Italien            | (detaljer) | 17  | 31  | –   | –    | 3       | –     | 17   | 5  | 73     | 57,22         |
| Kroatien           | (detaljer) | 5   | 2   | 1   | 2    | –       | 1     | –    | –  | 11     | 25,24         |
| Lettland           | (detaljer) | 4   | 1   | 1   | –    | –       | 1     | 1    | –  | 8      | 30,24         |
| Litauen            | (detaljer) | 2   | 2   | 1   | 3    | –       | 1     | 2    | –  | 11     | 47,35         |
| Luxemburg          | (detaljer) | 3   | 1   | –   | 1    | –       | 1     | –    | –  | 6      | 85,55         |
| Malta              | (detaljer) | 3   | 3   | –   | –    | –       | –     | –    | –  | 6      | 74,80         |
| Nederländerna      | (detaljer) | 5   | 3   | 2   | 7    | 3       | 2     | –    | 4  | 26     | 37,32         |
| Polen              | (detaljer) | 23  | 5   | 19  | –    | –       | –     | –    | 4  | 51     | 23,83         |
| Portugal           | (detaljer) | 7   | 8   | –   | 2    | 4       | –     | –    | –  | 21     | 33,67         |
| Rumänien           | (detaljer) | 15  | 16  | –   | 1    | –       | –     | –    | –  | 32     | 32,44         |
| Slovakien          | (detaljer) | 6   | 4   | 2   | 1    | –       | –     | –    | –  | 13     | 13,05         |
| Slovenien          | (detaljer) | 5   | 1   | –   | 1    | –       | 1     | –    | –  | 8      | 24,55         |
| Spanien            | (detaljer) | 17  | 14  | –   | 8    | 11      | 4     | –    | –  | 54     | 43,81         |
| Storbritannien     | (detaljer) | –   | 20  | 20  | 1    | 1       | 6     | 24   | 1  | 73     | 35,60         |
| Sverige            | (detaljer) | 4   | 6   | –   | 3    | 1       | 4     | 2    | –  | 20     | 51,07         |
| Tjeckien           | (detaljer) | 7   | 4   | 2   | 4    | 3       | –     | 1    | –  | 21     | 18,20         |
| Tyskland           | (detaljer) | 34  | 27  | 8   | 4    | 8       | 13    | –    | 2  | 96     | 48,12         |
| Ungern             | (detaljer) | 12  | 4   | –   | –    | –       | 2     | –    | 3  | 21     | 28,97         |
| Österrike          | (detaljer) | 5   | 5   | –   | 1    | –       | 3     | –    | 4  | 18     | 45,39         |
| Europeiska unionen |            | 221 | 191 | 70  | 67   | 52      | 50    | 48   | 52 | 751    | 42,61         |

## Händelser efter valet

### Omgrupperingar
I likhet med tidigare val väntas vissa omgrupperingar ske efter Europaparlamentsvalet till följd av att nya partier kommer in i parlamentet och att andra partier ändrar grupptillhörighet. Redan innan valet, den 28 februari 2014, anslöt sig italienska Demokratiska partiet till Europeiska socialdemokratiska partiet. Tidigare hade partiet endast haft sina ledamöter i samma partigrupp som socialdemokraterna, men inte tillhört det europeiska partiet.
Den kristdemokratiska EPP-gruppen hade sitt första sammanträde efter valet den 4 juni. Tysken Manfred Weber valdes till ny gruppledare. De två nya italienska partierna som bildats efter Frihetens folk anslöt sig båda till EPP-gruppen. G/EFA-gruppen hade sitt första sammanträde den 11 juni och valde då Rebecca Harms och Philippe Lamberts till gruppledare. Samarbetet med Europeiska fria alliansen (EFA) förnyades formellt den 17 juni. EFA valde Josep-Maria Terricabras till sin ordförande och tillika vice gruppledare för G/EFA-gruppen. Den 12 juni valde ECR-gruppen Syed Kamall till sin gruppledare. Vid sitt konstituerande sammanträde den 18 juni valde S&D-gruppen Martin Schulz till tillfällig gruppledare fram till dess att en ny kommissionsordförande har valts. Schulz fick därmed också avgå som talman och ersattes av förste vice talman Gianni Pittella.
Det tjeckiska partiet ANO anslöt sig till ALDE-gruppen liksom det spanska partiet UPyD, som tidigare hade suttit bland de grupplösa på grund av oenighet med de andra spanska ALDE-partierna. Däremot lämnade rumänska PNL till EPP-gruppen. Den 17 juni höll ALDE-gruppen sitt konstituerande sammanträde och Guy Verhofstadt omvaldes som gruppledare.
GUE/NGL-gruppen hade sitt konstituerande sammanträde den 18 juni. Mer pro-europeiska partier i Grekland, Spanien och Tyskland stärkte sin position i gruppen, som historiskt har varit mer EU-skeptisk. Gabriele Zimmer omvaldes som gruppledare.
ECR-gruppen upptog nya ledamöter från Alternativ för Tyskland samt Dansk Folkeparti, Sannfinländarna och Staatkundig Gereformeerde Partij från EFD-gruppen. Efter att även ha upptagit fyra ledamöter från Ny-Flamländska Alliansen, som lämnade G/EFA-gruppen, blev ECR-gruppen större än ALDE-gruppen och intog positionen som tredje största grupp i parlamentet. Även en ledamot från irländska Fianna Fail lämnade ALDE-gruppen för att gå med i ECR-gruppen, trots att partiet motsatte sig detta beslut. EFD-gruppen upptog ledamöter från italienska Movimento cinque stelle, men senare uttalade partiledaren Beppe Grillo att han helst ville att partiet skulle ingå i gröna gruppen. Även partier från Lettland, Sverige och Tjeckien anslöt sig till gruppen. Den 18 juni stod det klart att gruppen uppfyllde reglerna för att fortsätta existera. Den bytte samtidigt namn till Gruppen Frihet och direktdemokrati i Europa (EFDD-gruppen) och valde Nigel Farage och David Borrelli till gruppledare.
En ny högerpopulistisk grupp väntades bildas av bland annat franska Front National, italienska Lega Nord, österrikiska Frihetspartiet, nederländska Frihetspartiet och belgiska Vlaams Belang. Litauiska Ordning och rättvisa rycktades först vara intresserat av att delta i denna grupp, men avfärdade senare möjligheten. Den 24 juni stod det klart att gruppen inte kunde bildas eftersom den inte kunde uppfylla kraven för att få bildas. Front Nationals ledare Marine Le Pen hävdade samtidigt att gruppen skulle kunna bildas i slutet av 2014 istället.

### Valet av talman och vice talmän

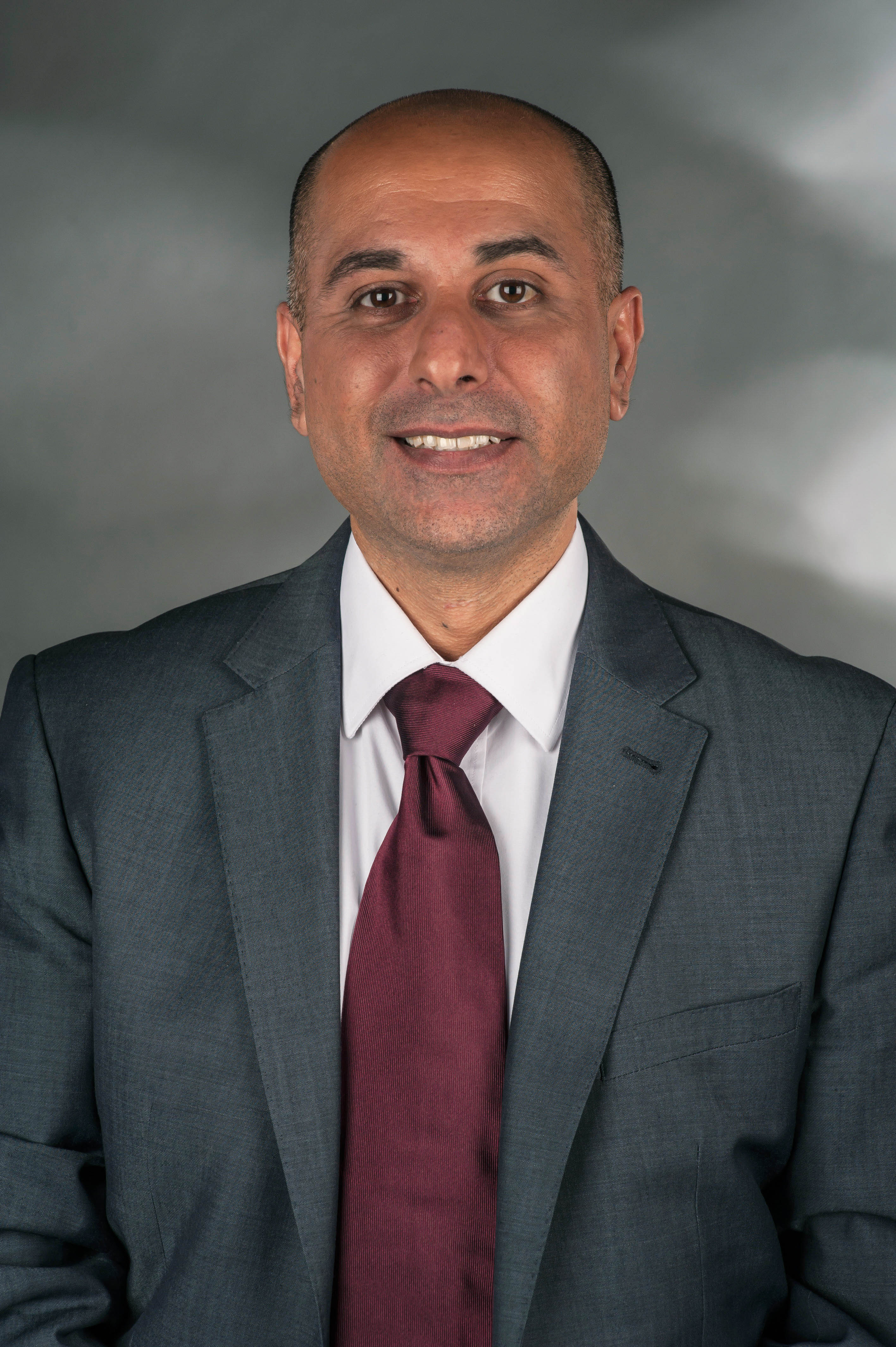
Sajjad Karim nominerades av ECR-gruppen till att bli nästa talman.

Det nyvalda Europaparlamentet kommer vid sitt första sammanträde den 1–3 juli 2014 att välja en talman, fjorton vice talmän samt fem kvestorer.
I början av juni nominerade ECR-gruppen Sajjad Karim till att bli nästa talman. G/EFA-gruppen nominerade Ulrike Lunacek till vice talman den 11 juni 2014, men senare ändrades detta till en kandidatur till talmansposten. GUE/NGL-gruppen nominerade Pablo Iglesias. Den 24 juni stod det dock klart att EPP- och S&D-gruppen kommer att fortsätta sin informella uppgörelse som innebär att halva mandatperioden får S&D-gruppen utse talmannen och andra halvan får EPP-gruppen utse talmannen. Den 26 juni anslöt sig även ALDE-gruppen till en stor koalition med EPP- och S&D-gruppen.
Den 1 juli 2014, vid parlamentets konstituerande sammanträde, valdes Martin Schulz till talman med 409 av 621 giltiga röster. Karim erhöll 101 röster medan Lunacek och Iglesias erhöll 51 röster vardera. För första gången omvaldes en talman till en ny mandatperiod i följd.
Samma dag valdes även fjorton vice talmän. I första omgången valdes sex EPP-ledamöter: Antonio Tajani, Mairead McGuinness, Rainer Wieland, Ramón Luis Valcárcel Siso, Ildikó Gáll-Pelcz och Adina Ioana Valean. I andra omgången valdes S&D-ledamöterna Corina Creţu, Sylvie Guillaume och David Sassoli. I den tredje omgången, då endast en relativ majoritet krävdes, valdes ALDE-ledamöterna Olli Rehn och Alexander Graf Lambsdorff, G/EFA-ledamoten Ulrike Lunacek, GUE/NGL-ledamoten Dimitris Papadimoulis samt ECR-ledamoten Ryszard Czarnecki. En femtonde kandidat, EFDD-ledamoten Fabio Massimo Castaldo, var den ende att inte bli vald.
Den 3 juli 2014 beslutade parlamentet sammansättningen i de 20 ständiga utskotten samt två underutskott. Trots sina framgångar lyckades EFDD-gruppen och övriga euroskeptiker bland de grupplösa inte nå några toppositioner i parlamentet. I enlighet med d'Hondts metod, som används för att bland annat fördela ordförandeposterna i utskotten, skulle EFDD-gruppen erhålla ordförandeposten i utskottet för framställningar samt vice ordförandeposten i ytterligare några utskott. När väl ordförande och vice ordförande skulle väljas av respektive utskott den 7 juli drev dock EPP-, S&D- och ALDE-gruppen igenom att andra personer valdes istället för EFDD-gruppens kandidater. Bland annat valdes ALDE-gruppens Cecilia Wikström till utskottsordförande för utskottet för framställningar istället för Eleanora Evi.

### Valet av ny kommission

Resultatet vid förtroendeomröstningen om kommissionen Juncker.

Den 27 maj, två dagar efter att valet hade avslutats, uppmanade parlamentets talmanskonferens, bestående av talmannen och gruppledarna, att Europeiska rådet föreslår Jean-Claude Juncker (EPP) till ny kommissionsordförande. Europeiska rådet träffades under ett informellt extrainsatt sammanträde under kvällen den 27 maj 2014 för att diskutera utnämningen av nästa kommissionsordförande. Flera av stats- eller regeringscheferna ställde sig helt eller delvis positiva till Junckers kandidatur, däribland Finlands, Luxemburgs, Tysklands och Österrikes ledare. Storbritanniens premiärminister David Cameron ställde sig däremot negativ till Juncker, samtidigt som Nederländernas premiärminister Mark Rutte och Sveriges statsminister Fredrik Reinfeldt ställde sig tveksamma. Vid ett sammanträde den 21 juni 2014 kom de socialdemokratiska ledarna överens om att stödja Junckers kandidatur i utbyte mot att socialdemokraterna får talmansposten i Europaparlamentet samt vissa ytterligare politiska eftergifter. Den 25 juni blev det klart att även ledare såsom Fredrik Reinfeldt och Mark Rutte stöder Juncker. Samtidigt lovade David Cameron att han kommer att tvinga fram en omröstning vid Europeiska rådets sammanträde, vilket aldrig tidigare har skett i ett personval eftersom konsensus alltid eftersträvas. Tysklands förbundskansler Angela Merkel anser samtidigt att det inte är ett problem att Juncker väljs utan konsensus, utan enbart med kvalificerad majoritet. Vid sitt sammanträde den 26–27 juni 2014 föreslog Europeiska rådet att Jean-Claude Juncker ska utses till ny kommissionsordförande med hänsyn till Europaparlamentsvalets utgång. Han utfrågades och valdes av parlamentet den 15 juli. Om kandidaten inte väljs, måste Europeiska rådet föreslå en ny kandidat.
Sju av de sittande kommissionsledamöterna ställde upp i Europaparlamentsvalet: Olli Rehn från Finland, Viviane Reding från Luxemburg, Antonio Tajani från Italien, Maroš Šefčovič från Slovakien, Janusz Lewandowski från Polen, Neven Mimica från Kroatien och Karel De Gucht från Belgien. Samtliga blev valda men endast fyra av dem (Rehn, Reding, Tajani och Lewandowski) valde att avgå från kommissionen för att uppta sitt mandat i parlamentet. Som ersättare för dessa ledamöter i kommissionen utsågs Jacek Dominik från Polen, Martine Reicherts från Luxemburg, Nelli Feroci från Italien, samt Jyrki Katainen från Finland. Dessa utfrågades i Europaparlamentet den 14 juli och en omröstning om dem hölls den 16 juli.
Frankrikes tidigare finansminister Pierre Moscovici har figurerat i media som en möjlig kandidat för att bli Frankrikes nästa kommissionsledamot. Den 28 maj stod det klart att den lettiska regeringen kommer att föreslå den tidigare premiärministern Valdis Dombrovskis som ny lettisk kommissionsledamot. Han var även toppkandidat för sitt nationella parti i valet och gör anspråk på att ansvara för ekonomiska och monetära frågor. Den 29 maj nominerades den tidigare estniske premiärministern Andrus Ansip, som i valet blev vald till Europaparlamentet, till att bli Estlands nästa kommissionsledamot. Den 29 maj stod det även klart att den polska regeringen kommer att arbeta för att utrikesminister Radosław Sikorski blir utsedd till nästa höga representant för utrikes frågor och säkerhetspolitik. Finlands statsminister Jyrki Katainen kommer att bli Finlands nästa kommissionsledamot efter att Olli Rehn tar plats i Europaparlamentet. Tysklands försvarsminister Ursula von der Leyen har omnämnts som en tänkbar kommissionsledamot från Tyskland. Dacian Cioloș väntas fortsätta som Rumäniens kommissionsledamot.
Italiens utrikesministser Federica Mogherini, den bulgariska kommissionsledamoten Kristalina Georgieva samt Polens utrikesminister Radosław Sikorski har alla omnämnts som tänkbara kandidater till att bli nästa hög representant för utrikes- och säkerhetspolitiken. Vid ett sammanträde i Europeiska rådet den 17 juli diskuterades vem som ska bli Europeiska rådets ordförande och den höga representanten under nästa mandatperiod. Konsensus kunde dock inte uppnås och ett nytt sammanträde ägde rum den 30 augusti. Vid detta sammanträde nominerades Italiens utrikesminister Federica Mogherini till ny hög representant.
Den 26 juni stod det klart att EPP-gruppen, S&D-gruppen samt ALDE-gruppen kommer att ingå i en stor koalition för att garantera ett starkt stöd för nästkommande kommission. Efter utfrågning i Europaparlamentet godkändes förslaget till ny kommission den 22 oktober 2014.